# Весел Фрайтаг фон Лорингхофен
Весел Фрайтаг фон Лорингхофен (на немски: Wessel Freytag von Loringhoven) е германски полковник от Вермахта, участвал в опита за убийство на фюрера Адолф Хитлер от 20 юли 1944 г.

## Биография
Лорингхофен е от аристократично балтийско германско семейство в Курландия. Роден е в имението Лайлборн, но израства в Ливония. След завършването си се присъединява към балтийско-германската армия (Ландсвер) през 1918 г. и с формирането на независима Латвия става офицер на 13-и пехотен полк и участва в освобождаването на Латгале. След латвийските аграрни реформи през 1920 г. и последващата национализация на имението му, той решава да напусне Латвия през 1922 г., за да влезе в армията на Ваймарска Германия (Райхсвер).
Лорингхофен първоначално симпатизира на националсоциалистическата програма за Германия. Но през 1934 г. той е недоволен от клането в Нощта на дългите ножове. След негативни преживявания с военни престъпления по време на германското нахлуване в Съветския съюз (операция Барбароса), той се присъединява към съпротивата срещу Нацистка Германия.
През 1943 г., с помощта на адмирал Вилхелм Канарис, Лорингхофен се премества във Върховното командване на германските въоръжени сили като полковник.

### Заговор от 20 юли
Лорингхофен предоставя детонатор и взривни вещества за опита за убийство срещу Хитлер на 20 юли 1944 г. Той успява да получи завзети британски експлозиви от източници на германското разузнаване (Абвер). Британските взривни вещества са използвани, за да стане по-трудно да се открие кой ги е доставил, а също така да се заключи, че британците са замесени в заговора, като по този начин отклони вниманието от действителните заговорници. Въпреки това, Ернст Калтенбрунер, началник на Главната служба за сигурност на Райха, разбира за действията на Лорингхофен. На 26 юли 1944 г., непосредствено преди да бъде арестуван от Гестапо и напълно запознат с използваните от тях техники за разпит, Лорингхофен се самоубива в с. Мауервалд в Източна Прусия.
След смъртта му, неговата съпруга е затворена заедно с роднините на другите членове на заговора. Четиримата синове на Лорингхофен са отделени от майка си. В крайна сметка всички са освободени от съюзническите сили.